# Popovice (Jaroměřice nad Rokytnou)
Popovice (2. pád do Popovic, 6. pád v Popovicích; německy Popowitz) jsou vesnice, místní část Jaroměřic nad Rokytnou. Na území této integrované obce je železniční stanice Jaroměřice nad Rokytnou. Ve vesnici žije 110 obyvatel.

## Geografická charakteristika
Zastavěné území místní části Popovice v podstatě splývá se zastavěným územím místní části Jaroměřice nad Rokytnou. Jejich jediným výrazným předělem je údolí dvou ramen říčky Rokytné, přes něž vedou dva malé silniční mosty. Střed Popovic určený kapličkou je od jaroměřického náměstí Míru vzdálen 2,6 km.
Popovice se rozkládají na obou březích říčky Rokytné. Obě části spojuje most. Nadmořská výška zastavěného území Popovic se pohybuje mezi 425–435 m n. m.
Popovicemi vede silnice III. třídy spojující Jaroměřice s Dolními Lažany (č. III/36078) a Lesůňky (č. III/36080).

## Název
Na vesnici bylo přeneseno původní označením jejích obyvatel popovici - "lidé náležející popovi" (pop bylo ve staré češtině označení pro nižšího kněze či kněze obecně). Protože existovalo i osobní jméno Pop, není jisté, že označení obyvatel a vsi se odvinulo od poddanství církvi.

## Historie
První zmínka o Popovicích pochází z roku 1407. Roku 1523 jsou jmenovány při příležitosti zápisu zboží jaroměřického panství, které patřilo Janu z Pernštejna a nadále sdílely osudy tohoto panství. V roce 1534 se Popovice připomínají jako majetek Jindřicha Meziříčského z Lomnice, roku 1609 pak Zikmunda z Tiefenbachu.
Ve skromné poloze při domu na Popovické ulici čp. 798 stojí kaple sv. Antonína Paduánského postavená v 18. století. Z dalších sakrálních objektů lze uvést dvoje Boží muka a dva kříže.
Tak jako v jiných místních částech Jaroměřic nad Rokytnou, i v okolí Popovic byly nalezeny pozůstatky po kultuře moravské malované keramiky.
V roce 1843 se uvádí počet obyvatel 134 v 23 domech.
Popovice byly elektrifikovány v roce 1929 Západomoravskými elektrárnami (ZME).
K Jaroměřicím byly Popovice přičleněny r. 1964.
V roce 2021 bylo oznámeno, že by mohl být obnoven starý ovocný sad v blízkosti uhelných skladů u Jaroměřic nad Rokytnou. Jeden ze dvou zájemců oznámil, že má zájem o odkup pozemku a vybudování nového sadu. Stávající nájemce má zájem o odkup pozemku také a pokračovat v jeho využívání.
| Rok            | 1869 | 1880 | 1890 | 1900 | 1910 | 1921 | 1930 | 1950 | 1961 | 1970 | 1980 | 1991 | 2001 |
| -------------- | ---- | ---- | ---- | ---- | ---- | ---- | ---- | ---- | ---- | ---- | ---- | ---- | ---- |
| Počet obyvatel | 133  | 198  | 179  | 186  | 202  | 241  | 220  | 186  | 189  | 175  | 140  | 144  | 143  |

Pohledy z Popovic
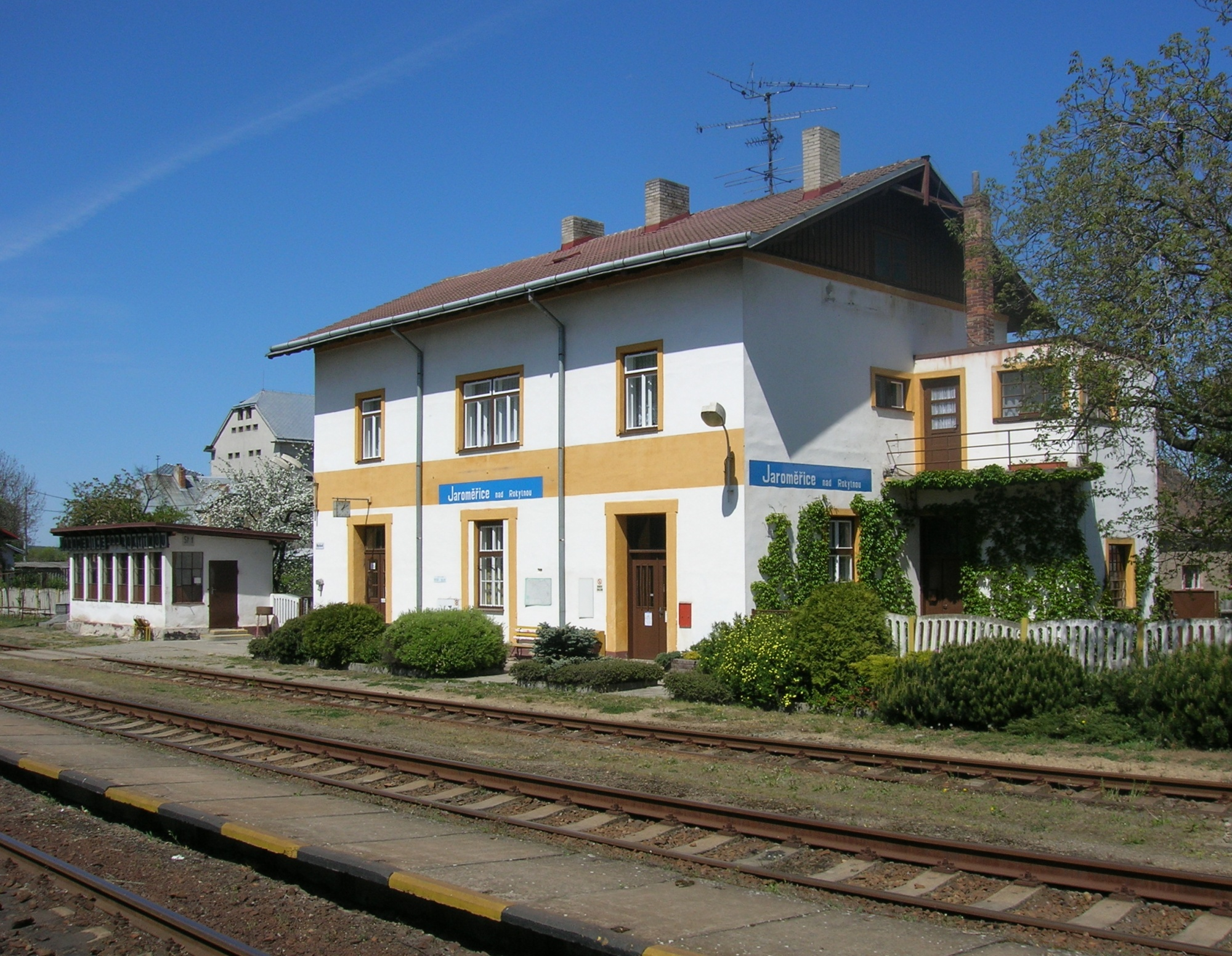
Železniční stanice Jaroměřice nad Rokytnou
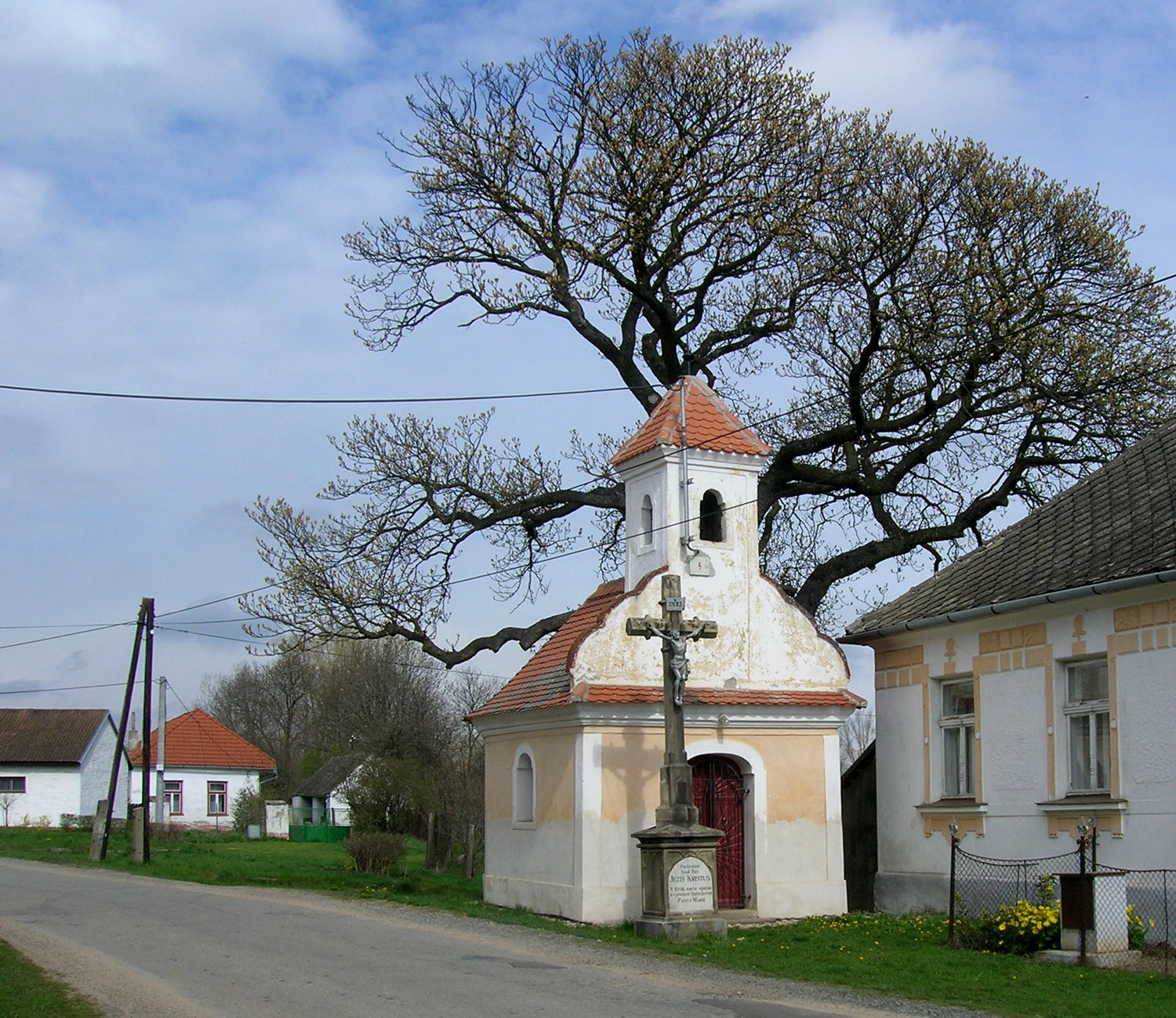
Kaple sv. Antonína Paduánského
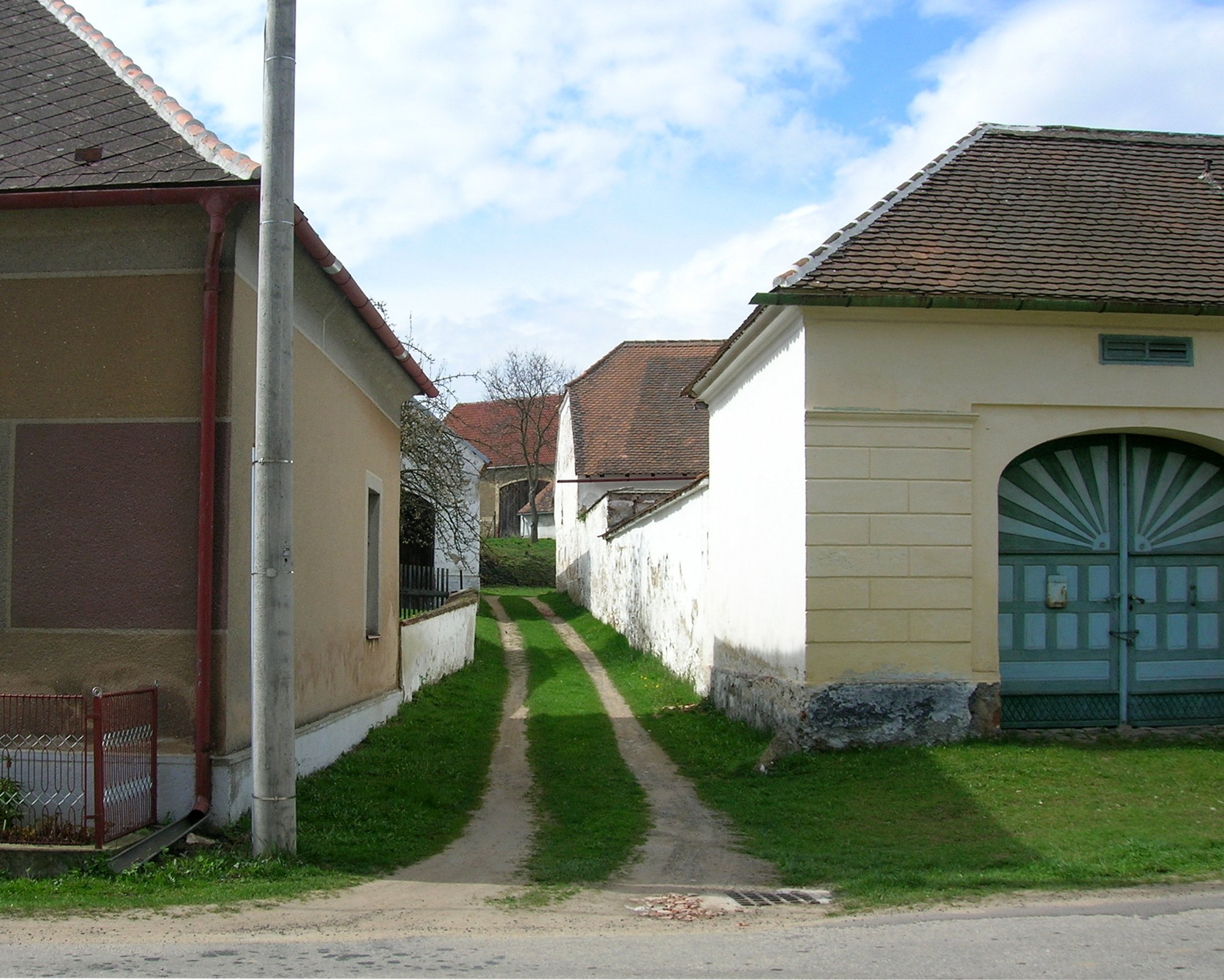
Jedna z bočních uliček